# Dawid Iochelewitsch Rosenberg
Dawid Iochelewitsch Rosenberg (russisch Давид Иохелевич Розенберг; * 15. Novemberjul. / 27. November 1879greg.; † 17. Februar 1950 in Moskau) war ein sowjetischer Ökonom.
Rosenberg wurde 1920 Mitglied der Kommunistischen Partei, 1939 korrespondierendes Mitglied der sowjetischen Akademie der Wissenschaften.
1931 bis 1937 war er gleichzeitig Professor am Institut der Roten Professur und der Kommunistischen Akademie. Nach einer Tätigkeit an der Moskauer Staatsuniversität ging er an die Universität von Kasan. 1945 bis 1948 arbeitete er im Marx-Engels-Lenin-Institut.
Rosenberg wurde der Orden des Roten Banners der Arbeit verliehen.